# 松井豊吉

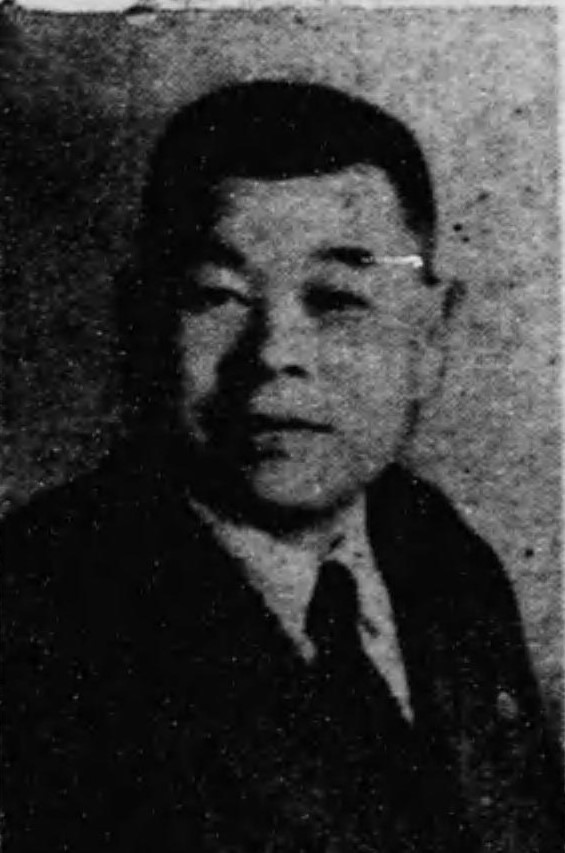
松井豊吉

松井 豊吉（まつい とよきち、1895年2月1日 - 1959年1月23日）は、日本の政治家・実業家。群馬県桐生市の被差別部落の出身。

## 経歴
小学校卒業後、中学校には行かずに働く。後に土建業で身を立て、桐生市会議員に当選。桐生農業会長などを歴任し、1947年の第23回衆議院議員総選挙に民主党から出馬し当選（旧群馬2区）。この選挙で当選した部落出身議員には、ほかに田中松月、田中織之進、吉川兼光、加藤静雄、松井豊吉、宮村又八がいた。その後民主自由党へ移り、1949年1月の第24回衆議院議員総選挙でも28393票を獲得し連続当選を果たした。民主自由党群馬県支部顧問などの要職を歴任し、自由党では吉田茂派に属した。1952年の第25回衆議院議員総選挙では落選したが、1953年の第26回衆議院議員総選挙で当選した。
1955年の第27回衆議院議員総選挙で落選。保守合同後、1958年の第28回衆議院議員総選挙に自由民主党から出馬したが落選した。